# Border Break
Border Break (ボーダーブレイク?, Bōdā Bureiku) è un videogioco d'azione arcade del 2009 sviluppato dal team Sega-AM2 e pubblicato da SEGA, convertito nel 2018 per la console PlayStation 4.